# Eleven Film
Eleven Film ist ein britisches Filmproduktionsunternehmen.

## Geschichte
Eleven Film wurde 2006 von Jamie Campbell und Joel Wilson gegründet und produziert Dramen, Dokumentationen und Comedyserien. Im Jahr 2014 investierte der Channel 4 Growth Fund in Eleven Films.
Im April 2020 übernahm Sony Pictures Television einen bedeutenden Anteil an Eleven Film, im Juni 2020 den 20 % Anteil von Channel 4, und damit die Mehrheit.

## Filmografie (Auswahl)
- 2007: Make Me a Virgin (Fernsehfilm)
- 2008: The Murder of Billie-Jo (Fernsehfilm)
- 2009: Cast Offs (Fernsehserie)
- 2009: My Breasts Could Kill Me
- 2011: Comedy Lab (Fernsehserie, Episode: Rick and Peter)
- 2012: Playhouse Presents (Fernsehserie, Episode: Mr Understood)
- 2014: Glue (Fernsehserie)
- 2015: Unsichtbare Besucher (The Enfield Haunting, Miniserie)
- 2015: Rotters (Fernsehfilm)
- 2017: Gap Year (Fernsehserie)
- 2018: True Horror (Miniserie)
- 2019–2023: Sex Education (Fernsehserie)